# Anthophora andicola
Anthophora andicola là một loài Hymenoptera trong họ Apidae. Loài này được Schrottky mô tả khoa học năm 1911.